# ارنستو بونینو

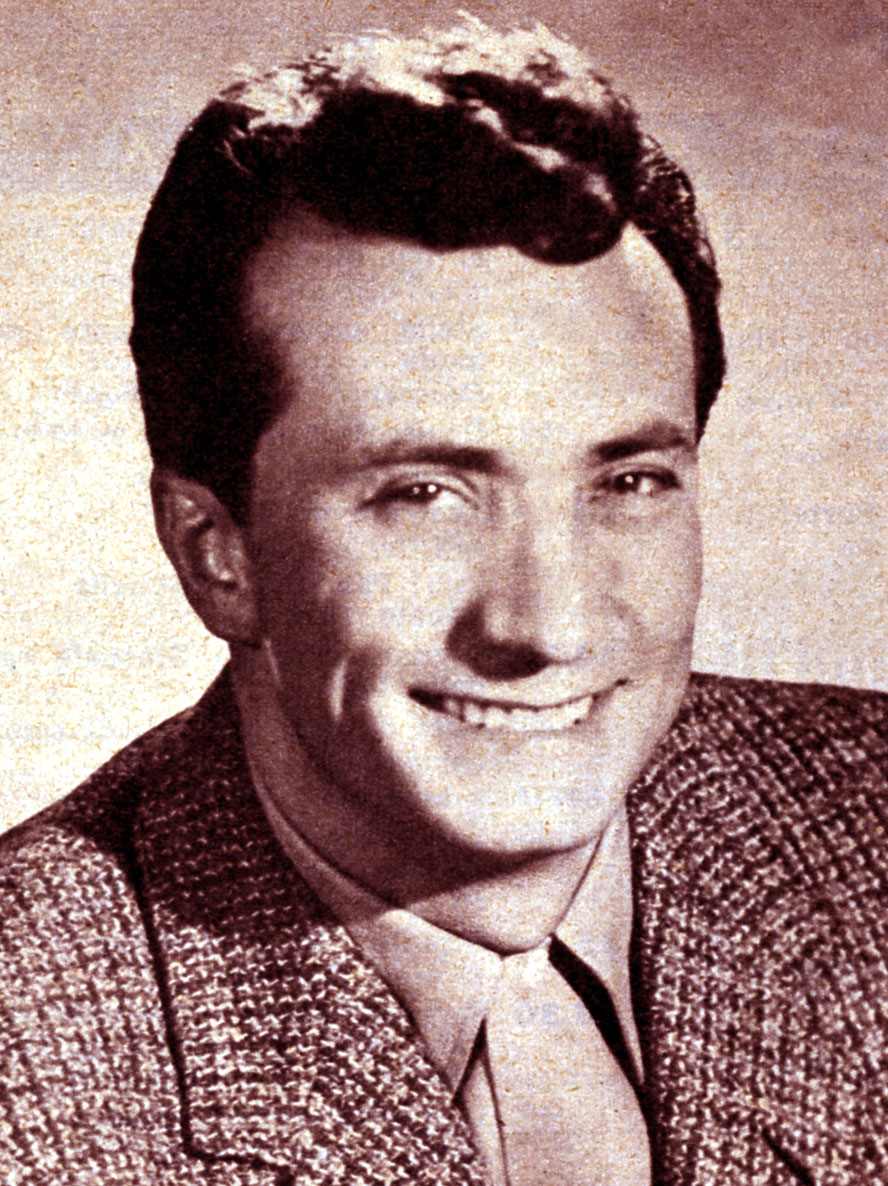
ارنستو بونینو

ارنستو بونینو (به ایتالیایی: Ernesto Bonino) بازیکن فوتبال و اهل ایتالیا است که از سال ۱۹۲۱ میلادی عضو تیم ملی فوتبال ایتالیا بوده و در ۲ بازی ملی حضور داشته‌است. او در بازی‌های ملی‌اش گلی به ثمر نرساند.
ارنستو بونینو آخرین بازی ملی خود را در سال ۱۹۲۲ میلادی انجام داد.